# Frans Albert Neuendorf

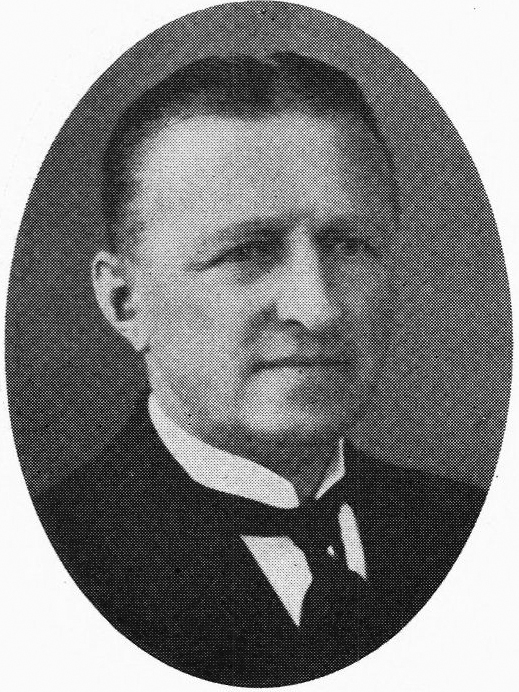
Frans Albert Neuendorf

Frans Albert Neuendorf, född 25 augusti 1870 i Birkholtz i Berlin, död 28 april 1946 i Skövde, var en svensk-tysk arkitekt och byggmästare, med stor verksamhet i Skövde.
Neuendorf drev firman F.A. Neuendorf och står bakom ett fler tal hus i Skövde från 1900-talets början. Han svarade även för moderniseringen av gården Säby i Aspö socken och har ritat flertalet byggnader i Ulricehamn.
Neuendorf var ledamot av stadens drätselkammare, i brandstyrelsen och hälsovårdsnämnden, ordförande i renhållningsstyrelsen samt i Skövde prästgårdsbyggnadsnämnd. 
Han efterträddes i arkitektfirman av sönerna Edvin och Malte Neuendorf, med fortsatt verksamhet i staden.

## Bilder

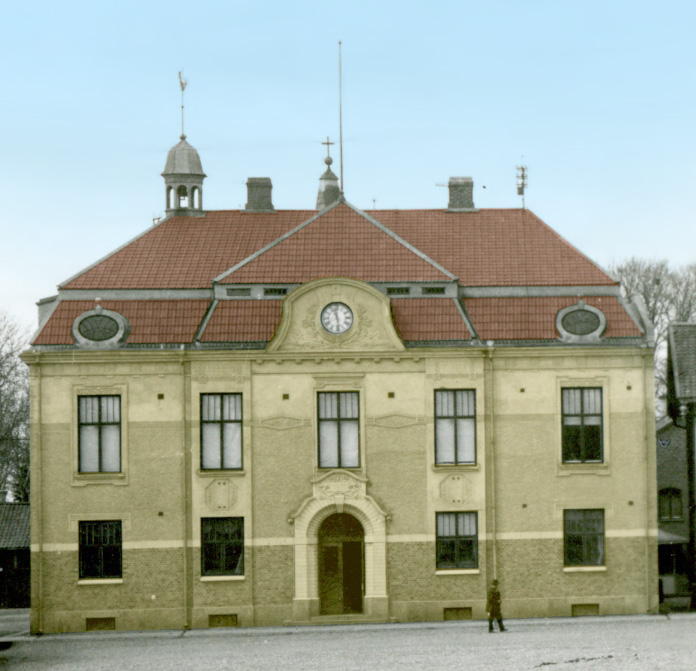
Rådhuset i Falköping
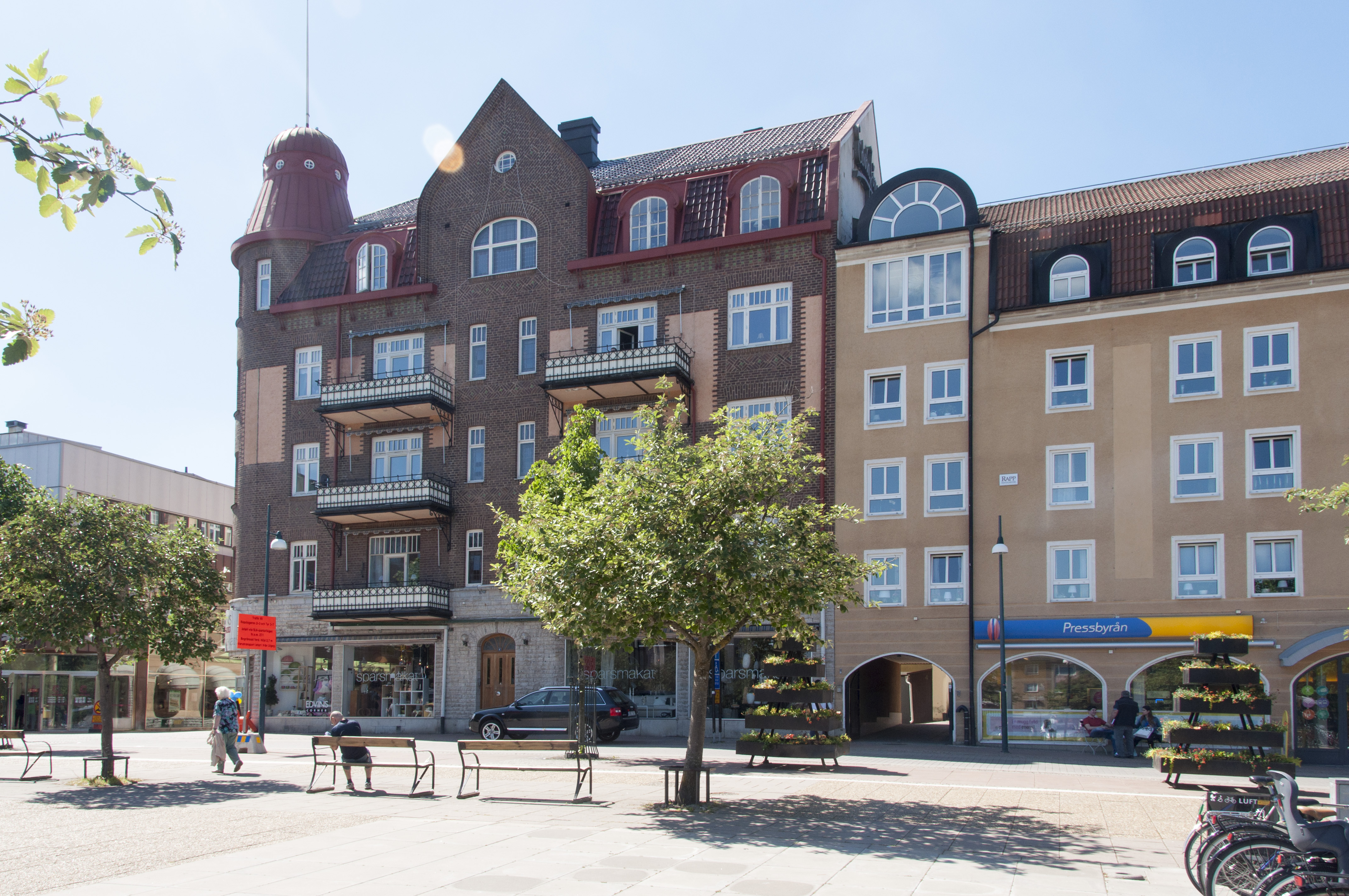
Tyr 6, Skövde
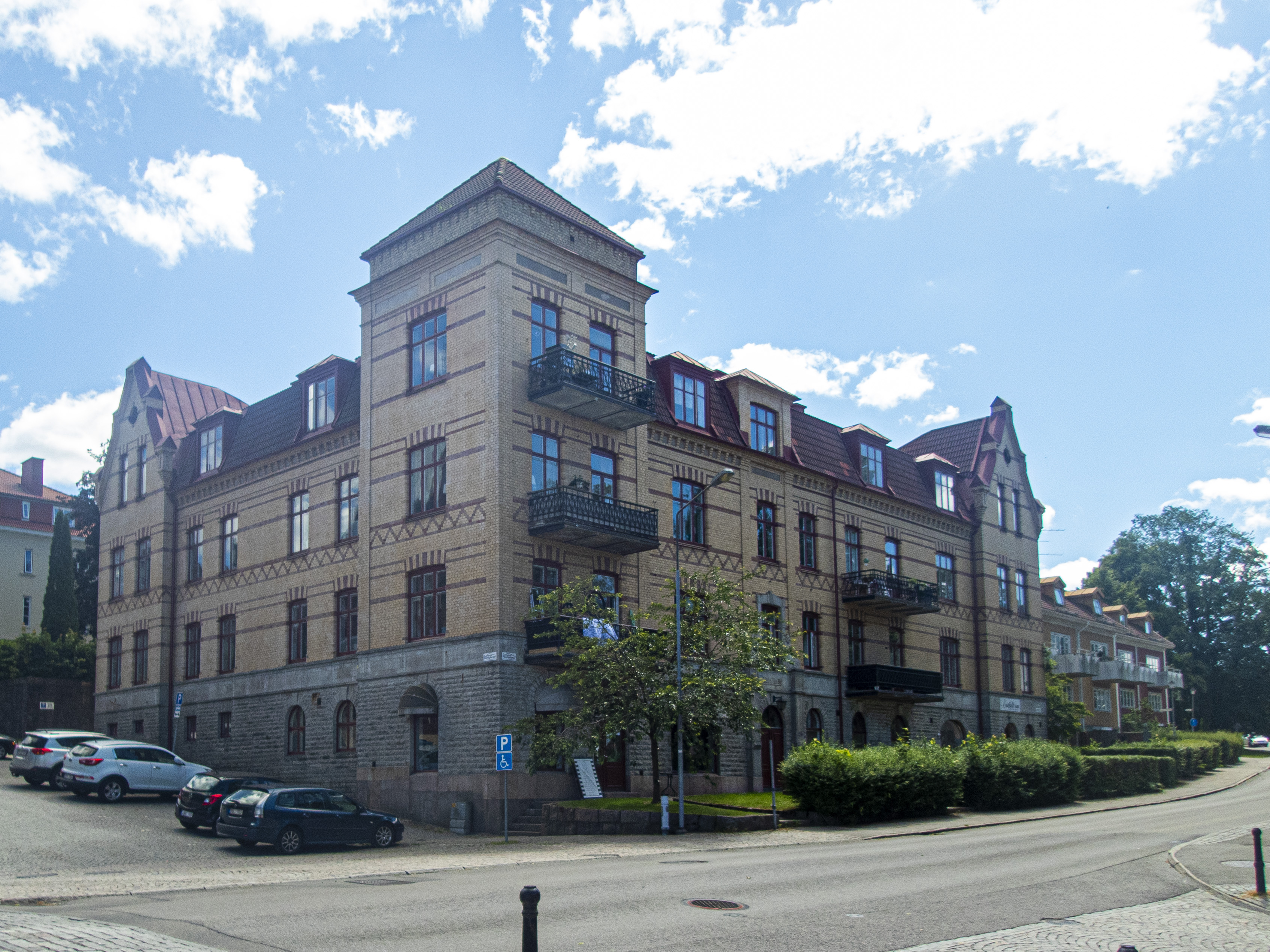
Storken 2, Ulricehamn
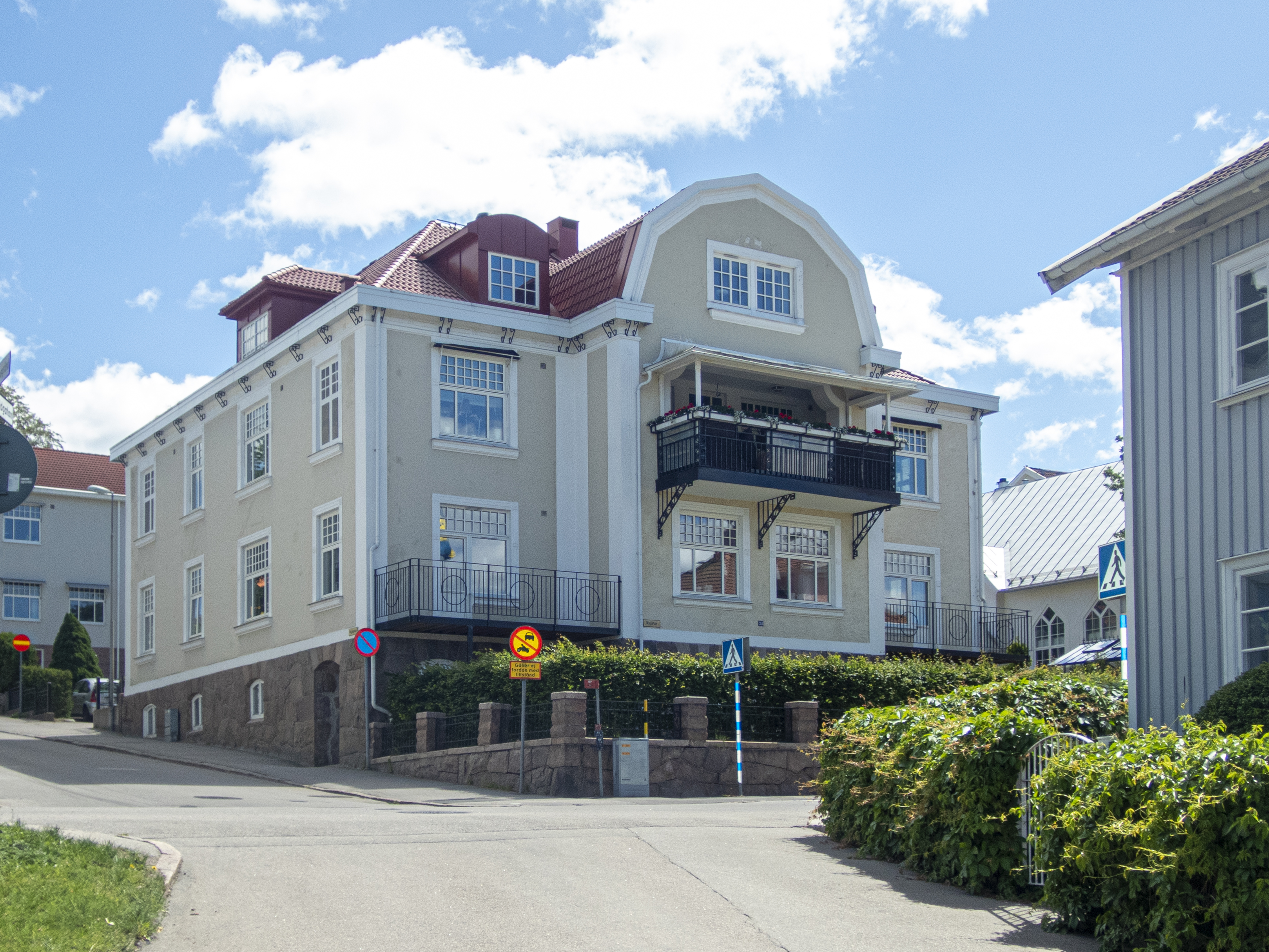
Sparven 8, Ulricehamn